# L'ultimo appello
L'ultimo appello (The Chamber) è un film del 1996 diretto da James Foley, con Chris O'Donnell, Gene Hackman e Faye Dunaway.
È tratto dal romanzo L'appello (1994) di John Grisham.

## Trama
Sam Cayhall, un ex militante del gruppo razzista del Ku Klux Klan è in attesa di essere giustiziato per l'omicidio di due bambini avvenuto nel 1967, durante un attentato dinamitardo al loro padre, un attivista dei diritti civili. Ad un mese dall'esecuzione Sam riceve la visita a sorpresa del giovane avvocato Adam Hall, suo nipote; questi, a dispetto delle oggettive difficoltà, tenterà di salvarlo. Adam trova i nomi degli altri esecutori del delitto, e in cambio chiede al governatore McAllister la sospensione dell'esecuzione di suo nonno. Però McAllister non cede alla sospensione e Cayhall viene giustiziato attraverso l'utilizzo della camera a gas.